# Christophe Freyss
Christophe Freyss, né le 30 août 1956 à Strasbourg, est un ancien joueur de tennis professionnel français.

## Biographie
Il a une fille qui se prénomme Candice et habite à Lausanne.

## Carrière

### 1977-1985
Il a joué 178 matchs (147 sur terre battue) en a gagné 75 et perdu 103 soit 42 % de victoire sur le circuit ATP. 
Il a atteint 2 finales de simple sur le circuit ATP en Grand Prix et 1 sur le circuit ATP Challenger.
Il a atteint la 82e place mondiale en simple en décembre 1980.
À Kitzbühel en 1979 il bat pour l'unique fois de sa carrière un joueur du top 10 mondial, Arthur Ashe qui est no 8 sur le score de 6-7, 6-2, 6-4 ; Par ailleurs cette défaite sera le dernier match de Ashe sur le circuit ATP.
1 Victoire sur 3 joueurs qui ont par ailleurs, à un autre moment de leur carrière, été membres du top 10 : Manuel Orantes (no 2), Ivan Lendl (no 1), Andrés Gómez (no 4), toutes en 1980.

## Après carrière
- De 1986 à 1989 il devient entraîneur pour la Fédération française de tennis.
- De 1990 à 1997 il devient entraîneur pour la Fédération suisse de tennis.
- De 1998 à 2005 il devient entraîneur pour les Fédérations d'Égypte et de Tunisie de tennis.

## Palmarès

### Finales en simple messieurs
| No | Date       | Nom et lieu du tournoi | Catégorie | Dotation | Surface      | Vainqueur    | Score              |  |
| -- | ---------- | ---------------------- | --------- | -------- | ------------ | ------------ | ------------------ |  |
| 1  | 19-05-1980 | BMW Open, Munich       |           | 75 000 $ | Terre (ext.) | Rolf Gehring | 6-2, 0-6, 6-2, 6-2 |  |
| 2  | 24-11-1980 | Chilean Open, Santiago |           | 50 000 $ | Terre (ext.) | Víctor Pecci | 4-6, 6-4, 6-3      |  |

### Finale en double messieurs
| No | Date       | Nom et lieu du tournoi | Catégorie | Dotation | Surface      | Vainqueurs                 | Partenaire    | Score         |  |
| -- | ---------- | ---------------------- | --------- | -------- | ------------ | -------------------------- | ------------- | ------------- |  |
| 1  | 03-03-1980 | Egyptian Open Le Caire |           | 75 000 $ | Terre (ext.) | Ismail El Shafei Tom Okker | Bernard Fritz | 6-3, 3-6, 6-3 |  |

## Parcours dans les tournois duGrand Chelem

### En simple
| Année | Open d'Australie | Open d'Australie | Internationaux de France | Internationaux de France | Wimbledon       | Wimbledon   | US Open        | US Open  | Open d'Australie | Open d'Australie |
| ----- | ---------------- | ---------------- | ------------------------ | ------------------------ | --------------- | ----------- | -------------- | -------- | ---------------- | ---------------- |
| 1977  | —                | —                | 1er tour (1/64)          | K. Warwick               | —               | —           | —              | —        | —                | —                |
| 1978  | n.o.             | n.o.             | 1er tour (1/64)          | J. Borowiak              | —               | —           | 2e tour (1/32) | P. Dupré | 1er tour (1/32)  | K. Warwick       |
| 1979  | n.o.             | n.o.             | 2e tour (1/32)           | E. Dibbs                 | —               | —           | —              | —        | —                | —                |
| 1980  | n.o.             | n.o.             | 1er tour (1/64)          | V. Amaya                 | —               | —           | —              | —        | —                | —                |
| 1981  | n.o.             | n.o.             | 1er tour (1/64)          | H. Gildemeister          | 1er tour (1/64) | F. González | —              | —        | —                | —                |
| 1982  | n.o.             | n.o.             | 1er tour (1/64)          | G. Vilas                 | —               | —           | —              | —        | —                | —                |
| 1983  | n.o.             | n.o.             | 1er tour (1/64)          | D. Gitlin                | —               | —           | —              | —        | —                | —                |

N.B. : à droite du résultat se trouve le nom de l'ultime adversaire.

### En double
| Année | Open d'Australie | Open d'Australie | Internationaux de France          | Internationaux de France    | Wimbledon | Wimbledon | US Open | US Open | Open d'Australie | Open d'Australie |
| ----- | ---------------- | ---------------- | --------------------------------- | --------------------------- | --------- | --------- | ------- | ------- | ---------------- | ---------------- |
| 1976  | —                | —                | 1er tour (1/32) C. Roger-Vasselin | W. Lloyd F. Pala            | —         | —         | —       | —       | n.o.             | n.o.             |
| 1977  | —                | —                | 2e tour (1/16) Y. Noah            | C. Dibley M. Edmondson      | —         | —         | —       | —       | —                | —                |
| 1978  | n.o.             | n.o.             | 1er tour (1/32) P. Portes         | C. Dibley K. Warwick        | —         | —         | —       | —       | —                | —                |
| 1979  | n.o.             | n.o.             | 1er tour (1/32) J.-F. Caujolle    | R. Fagel B. Martin          | —         | —         | —       | —       | —                | —                |
| 1980  | n.o.             | n.o.             | 2e tour (1/16) B. Fritz           | To. Gullikson Ti. Gullikson | —         | —         | —       | —       | —                | —                |
| 1981  | n.o.             | n.o.             | 1er tour (1/32) H. Gauvain        | P. McNamara P. McNamee      | —         | —         | —       | —       | —                | —                |
| 1982  | n.o.             | n.o.             | —                                 | —                           | —         | —         | —       | —       | —                | —                |
| 1983  | n.o.             | n.o.             | 1er tour (1/32) T. Allan          | J. Brabenec M. De Palmer    | —         | —         | —       | —       | —                | —                |

N.B. : le nom du ou de la partenaire se trouve sous le résultat ; le nom des ultimes adversaires se trouve à droite.

## Classement ATP de fin de saison

### En simple
| Année | 1977 | 1978 | 1979 | 1980 | 1983 | 1984 |
| Rang  | 145  | 159  | 150  | 82   | 211  | 356  |

### En double
| Année | 1983 | 1984 |
| Rang  | 507  | 449  |